# Droga wojewódzka nr 261
Droga wojewódzka nr 261 (DW261) – droga wojewódzka o długości 0.6 km, łącząca DK91 w m. Gniew z dawną stacją kolejową w Gniewie.